# Česnek kulovitý
Česnek kulovitý (Allium rotundum, syn. Allium scorodoprasum subsp. rotundum) je druh jednoděložné rostliny z čeledi amarylkovitých.

## Popis
Jedná se o vytrvalou cca 30–80 cm vysokou rostlinu s podzemní cibulí, cibule je vejcovitá, kolem ní jsou často dceřiné tmavě fialové cibulky, obalné šupiny jsou šedé až hnědé,. Lodyha asi v dolní třetině až polovině zahalena pochvami listů. Listy jsou přisedlé, čepele jsou čárkovité, ploché, kýlnaté, až 25 cm dlouhé a asi 2–10 mm široké. Květy jsou uspořádány do květenství, jedná se o lichookolík stažený šroubel), který je kulovitý a má asi 4–5 cm v průměru, pacibulky chybí. Květenství je podepřeno cca 1,5 cm dlouhým neděleným toulcem, který je však opadavý. Okvětní lístky jsou cca 4–7 mm dlouhé a 2–3 mm široké, tmavě fialové, vnitřní jsou světlejší a bíle lemované. Tyčinky jsou o něco delší než okvětí, vnitřní nitky jsou rozšířené a často se 2 zoubky, prašníky jsou žluté. Plodem je tobolka,.

## Rozšíření ve světě
Druh roste hlavně v jižní a střední Evropě, na sever po střední Německo, Českou republiku a střední Ukrajinu. Některými autory byl považován i jako poddruh česneku ořešce. Byl zavlečen do státu Michigan v Severní Americe.

## Rozšíření v Česku
V ČR roste v nížinách a pahorkatinách teplejších oblastí severní poloviny Čech a na jižní a střední Moravě, jen výjimečně byl nalezen v jižních Čechách. Jeho stanovištěm jsou různé výslunné křovinaté stráně, meze, skály a akátiny, v minulosti se vyskytoval i jako polní plevel.